# Сады и парки Липецка

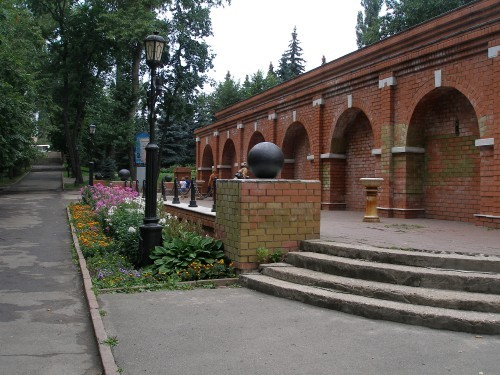
Первый парк Липецка — Нижний

Сегодня в Липецке 8 основных парков. Помимо них есть также небольшие скверы.
Самым первым липецким парком был Нижний. Его заложили в 1805 году на месте Липецкого железоделательного завода. Парк разбивался по английской методике, поэтому также назывался Английским.
Другой Английский парк появился в 1807 году на окраине Липецка. Его называли Воронежской дубовой рощей — здесь росли 1200 дубов. В конце XIX века территорию парка начали частично застраивать частыми домами с фасадами на главную аллею. Так возникла Гульбищенская улица (ныне улица Пушкина). В 1934 году на территории парка закладывается механический завод (позже Станкостроительный).
В 1911 году разбивается Верхний (Дворянский) парк между Дворянской улицей (ныне Ленина) и Нижним парком.
В 1954 году был значительно реконструирован бывший питомник на улице Гагарина. Сначала он стал называться Комсомольским парком, затем ему присвоили имя В. Н. Скороходова, однако в 1990-х его переименовали в Быханов сад — в честь основателей.
В 1973 году начинаются работы по созданию парка Победы на правой стороне Каменного Лога. Здесь были посажены около 400 тыс. деревьев. Официально парк культуры и отдыха имени 30-летия Победы был открыт 1 июля 1987 года.
Самым последним созданным в Липецке парком стал Молодёжный — на улице Катукова. Он появился в 2005 или 2006 году на месте лесопарка. В 2007 году открыт первый капитальный объект парка — физкультурно-оздоровительный комплекс с ледовым покрытием.

## Скверы
На улице Космонавтов у Областного дворца культуры расположен сквер имени Маркова.
На улице Гагарина, на севере 2-го микрорайона, расположен Гагаринский сквер.
В рекреационных целях также используется небольшой Зелёный остров в русле реки Воронежа.